# Daniel Lacotte
Pour les articles homonymes, voir Lacotte.
 (février 2024).
 (février 2024).
La mise en forme du texte ne suit pas les recommandations de Wikipédia : il faut le « wikifier ».
Les points d'amélioration suivants sont les cas les plus fréquents. Le détail des points à revoir est peut-être précisé sur la page de discussion.
- Les titres sont pré-formatés par le logiciel. Ils ne sont ni en capitales, ni en gras.
- Le texte ne doit pas être écrit en capitales (les noms de famille non plus), ni en gras, ni en italique, ni en « petit »…
- Le gras n'est utilisé que pour surligner le titre de l'article dans l'introduction, une seule fois.
- L'italique est rarement utilisé : mots en langue étrangère, titres d'œuvres, noms de bateaux, etc.
- Les citations ne sont pas en italique mais en corps de texte normal. Elles sont entourées par des guillemets français : « et ».
- Les listes à puces sont à éviter, des paragraphes rédigés étant largement préférés. Les tableaux sont à réserver à la présentation de données structurées (résultats, etc.).
- Les appels de note de bas de page (petits chiffres en exposant, introduits par l'outil «  Source ») sont à placer entre la fin de phrase et le point final[comme ça].
- Les liens internes (vers d'autres articles de Wikipédia) sont à choisir avec parcimonie. Créez des liens vers des articles approfondissant le sujet. Les termes génériques sans rapport avec le sujet sont à éviter, ainsi que les répétitions de liens vers un même terme.
- Les liens externes sont à placer uniquement dans une section « Liens externes », à la fin de l'article. Ces liens sont à choisir avec parcimonie suivant les règles définies. Si un lien sert de source à l'article, son insertion dans le texte est à faire par les notes de bas de page.
- La présentation des références doit suivre les conventions bibliographiques. Il est recommandé d'utiliser les modèles {{Ouvrage}}, {{Chapitre}}, {{Article}}, {{Lien web}} et/ou {{Bibliographie}}. Le mode d'édition visuel peut mettre en forme automatiquement les références.
- Insérer une infobox (cadre d'informations à droite) n'est pas obligatoire pour parachever la mise en page.

Pour une aide détaillée, merci de consulter Aide:Wikification.
Si vous pensez que ces points ont été résolus, vous pouvez retirer ce bandeau et améliorer la mise en forme d'un autre article.
Compléments
Membre de la Société des gens de lettres (SGDL) et de la Société civile des auteurs multimedia (SCAM).
Daniel Lacotte est un écrivain, essayiste et journaliste français, né le 30 juin 1951 à Cherbourg. Il vit à Paris depuis 1976.

## Parcours
Il est ingénieur de formation et docteur en sciences physiques. 
Il s’oriente vers le journalisme et devient directeur pédagogique du Centre de formation des journalistes (CFJ) de Paris entre 1983 et 1987. 
Pendant cette période, il est chargé de cours à l’Université de Paris VIII et collabore à différents journaux : Le Monde, Les Échos, Sciences et Avenir, etc. 
Il occupe des postes de rédacteur en chef dans des quotidiens ou magazines nationaux : La Tribune, Panorama du Médecin, Stratégies, La Vie Française, L'Expansion, etc. 
Il a été chroniqueur pour France Inter (1982), Canal+ (2004), France Bleu (2005) et la Radio-télévision belge de la Communauté française (2005).
Il a publié une cinquantaine d’ouvrages : romans, biographies, documents, essais. On lui doit la série intitulée Le Pourquoi du comment (4 tomes) et plusieurs ouvrages consacrés à l’histoire du langage.
Le Monde le présente ainsi : « Daniel Lacotte a un combat. Il veut sauver le patrimoine linguistique. »
Une grande partie de ses livres est consacrée à la « jubilation du langage » ; ils ont été publiés (augmentés de très nombreux inédits) dans la collection « Bouquins », chez Robert Laffont.

## Biographie
Encouragé par Jacques Prévert, qui sera son tout premier lecteur (1974), Daniel Lacotte publie dans des revues de poésie. 
À la mort de Jacques, il se lie d'amitié avec son frère Pierre Prévert, puis fait la rencontre Philippe Soupault, l'un des pères du surréalisme. Celui-ci guidera ses premiers écrits avec bienveillance. Daniel Lacotte entretient avec Philippe Soupault une correspondance à ce jour inédite. Pendant cette période, il publie dans Vagabondages, Poésie 1, Poémonde, Le Temps Parallèle, Poésie Présente, La Revue des deux Mondes, etc.
En 1979, Daniel Lacotte crée Osmose, une collection d'ouvrages d'art à tirage limité. Ils associent l'œuvre originale d'un peintre aux textes inédits d'un poète. Des artistes comme André Stempfel et Bertrand Dorny se prêtent à cette expérience. 
En 1980, dans le même esprit, le peintre espagnol Léopold Novoa illustre un recueil de poèmes de Daniel Lacotte, intitulé La poudre d'une roue . 
En 1983, Daniel Lacotte publie un ouvrage intitulé Eclats avec une gravure originale du peintre Romano.
En 2005, des textes de Daniel Lacotte ont figuré dans le spectacle Cabaret Pataphysique, créé par la compagnie de théâtre « Le Clos aux Zoiseaux » (Nanterre). 
De nombreux poèmes de Daniel Lacotte sont réunis dans L'humour des poètes (1981), Les plus beaux poèmes pour les enfants (1982), Les poètes et le rire (1998), La poésie française contemporaine (2004), ouvrages parus chez Le Cherche midi Éditeur. Et dans Le Français en 6e, collection à suivre, Belin, 2005.
À partir de 2007, Daniel Lacotte publie des ouvrages consacrés au français insolite, cocasse et truculent. Ses livres traitent de la jubilation du langage ; il analyse aussi proverbes, dictons, métaphores, et, en même temps, surnoms, sobriquets ou mots éponymes. 
Il est lauréat du prix Joël Sadeler en 2015 pour Étincelles (éditions Bulles de savon, 2015). Ilustrations Lola Roig.
En 2019, à l’instar de la plupart des lexicographes et linguistes, Daniel Lacotte soutient l’engagement de l’Académie française pour éviter les méfaits qu’aurait sur notre langue l’écriture inclusive.

## Revue de Presse
Libération écrit : « Depuis 40 ans, Daniel Lacotte énumère la longue liste des mots en danger, mots qu’il recueille avec passion dans des ouvrages aux titres remplis d’allégresse. Il se bat sans relâche pour sauver notre patrimoine linguistique : mots, phrases, adages, expressions parfois jugés vulgaires et qui sont pourtant porteurs de joie. » 
Selon le Figaro Littéraire, en septembre 2017, il est ainsi devenu « un expert à l’aise dans tous ces sujets qui illustrent la richesse de la langue française. Son ton, souvent léger, n’empêche pas une profondeur de l’approche. Car l’auteur propose un voyage en plusieurs dimensions, dans le temps, dans le monde et dans les mots. C’est fascinant et instructif. »
Le Figaro Littéraire, en décembre 2017 :  ses ouvrages ressemblent à « un copieux banquet lexical pour éviter à la langue française de subir l’humiliation d’un irréversible déclin. » 
Pour La Libre Belgique : « il nous invite à découvrir le sens et l’origine de formules toutes plus imagées les unes que les autres ». 
En 2014, Philippe Labro declare : « Lacotte sait commenter ces formules ou les situer dans la littérature et l’histoire » 
L'Express en 2019 écrit  : « le romancier et lexicographe Daniel Lacotte a l'excellente idée d’aller puiser aux meilleures sources en évitant de répéter les erreurs des livres écrits sur le sujet au XIXe siècle ».

## Œuvres
- Au bonheur des mots les plus truculents de la langue française (Editions Larousse, 2023)
- Le parler de nos régions (Bonneton éditeur, 2023)
- Brèves de savoir, nouvelle édition. (Editions Larousse, 2022)
- Les saveurs du parler populaire. Bonneton éditeur (2022)
- Le Tigre, le vert galant et la perfide Albion.Bonneton éditeur (2021)
- Ils ont osé le dire. Bonneton éditeur (2021)
- 100% zéro faute. First éditions (Editis, 2019)
- Les Chats mots. First éditions (Editis, 2019)
- Métaphores je vous aime. First éditions (Editis, 2018)
- Le Bouquin des mots savoureux cocasses et polissons. Collection Bouquins (Robert Laffont, 2017)
- D'où vient cette pipelette en bikini qui marivaude dans un jacuzzi avec un gringalet en bermuda (Vuibert, 2017). Collection Le goût des mots (Points, 2018)
- Dico des mots pour briller en société (Hatier-Bescherelle, 2016)
- Dictons et proverbes les plus truculents de la langue française (Editions Larousse, 2016)
- Dictionnaire insolite du français truculent (Larousse, 2015)
- Les 600 mots les plus truculents de la langue française (Editions Larousse, 2015)
- Étincelles (Bulles de savon / diffusion Flammarion, 2015)
- Les Proverbes de nos grands-mères. Collection Le goût des mots (Points, 2014)
- Les Expressions les plus truculentes de la langue française (Editions Larousse,2014)
- Porte-bonheur et talismans (Chêne-Hachette, 2014)
- Superstitions et présages (Chêne-Hachette, 2014)
- Brèves de savoir (Larousse, 2014 et 2016)
- Les Expressions les plus stupides de la langue française (Éditions de l'Opportun, 2014)
- Petit précis des mots gaillards et polissons (Éditions de l'Archipel, 2013)
- Le Pourquoi du comment, le best of (Albin Michel, 2013)
- Dictionnaire des mots retrouvés (Éditions de l'Archipel, 2012)
- Quand votre culotte est devenue pantalon (Pygmalion, 2011)
- Les Bizarreries de la langue française (Albin Michel, 2011)
- Les Surnoms les plus célèbres de l'histoire (Pygmalion, 2010)
- Les Tribuns célèbres de l'histoire (Albin Michel, 2010)
- Le Chat et ses mystères (Albin Michel, 2009)
- Les pingouins ne sont pas manchots (Hachette Littératures, 2009)
- Les Petites Histoires de la grande histoire (Albin Michel, 2009)
- Le Pourquoi du comment, tome 3 (Albin Michel, 2008)
- Petite anthologie des mots rares et charmants (Albin Michel, 2007)
- Vendredi 13 (Éditions Sud Ouest, 2007)
- Le Pourquoi du comment, tome 2 (Albin Michel, 2006)
- Les Mots canailles (Albin Michel, 2005)
- Le Pourquoi du comment, tome 1 (Albin Michel, 2004 et 2012)
- La Poésie française contemporaine (Le Cherche midi, 2004)
- Les Mots célèbres de l'histoire (Albin Michel, 2003)
- Les Mystères du chat (France Loisirs, 2003)
- Danse avec le diable (Hachette Littératures, 2002)
- Contes et légendes des mers du monde (Éditions Ouest-France, 2001)
- Contes et légendes en terres de France (Éditions Ouest-France, 2000)
- Les Poètes et le Rire (Le Cherche midi, 1998)
- Erik le Viking (Éditions Belfond, 1992)
- Milord l'Arsouille (Albin Michel, 1989)
- Raimu (Ramsay, 1988)
- Danton, le tribun de la Révolution (éditions Favre, Lausanne, 1987)
- Les Conquérants de la Terre Verte (Hermé, 1985)
- Les Plus Beaux Poèmes pour les enfants (Le Cherche midi, 1982)
- L'Humour des poètes (Le Cherche midi, 1981)

Ses ouvrages sont publiés chez Le Livre de poche, France Loisirs et dans la collection « Bouquins », Robert Laffont.